# 2002. évi téli olimpiai játékok

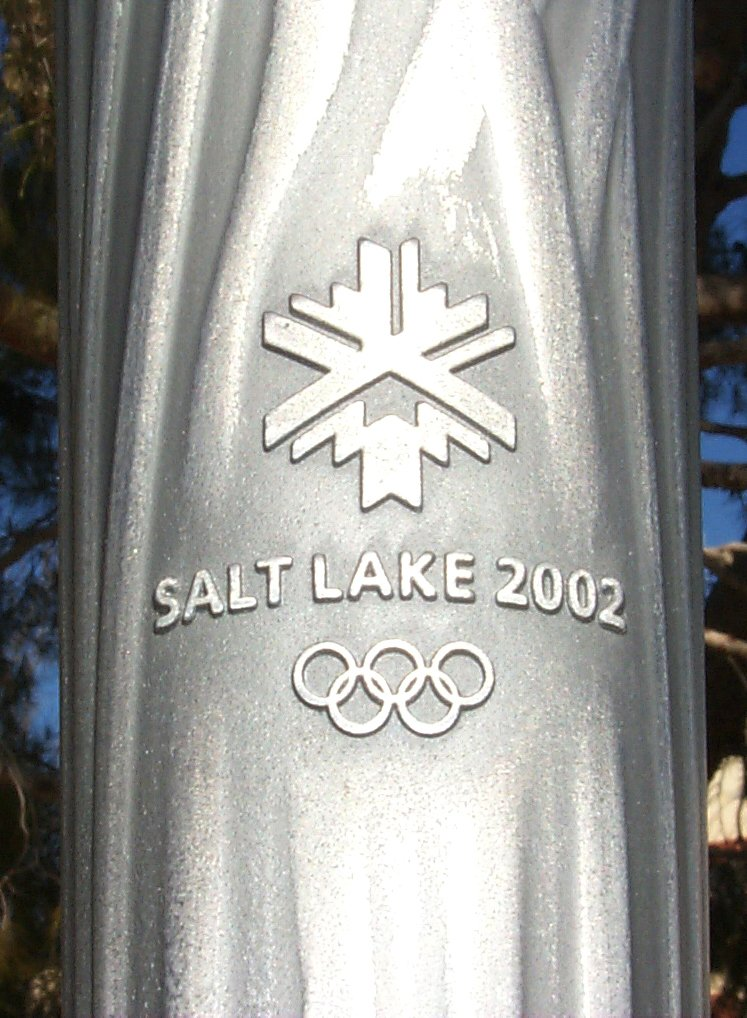
Az olimpiai láng

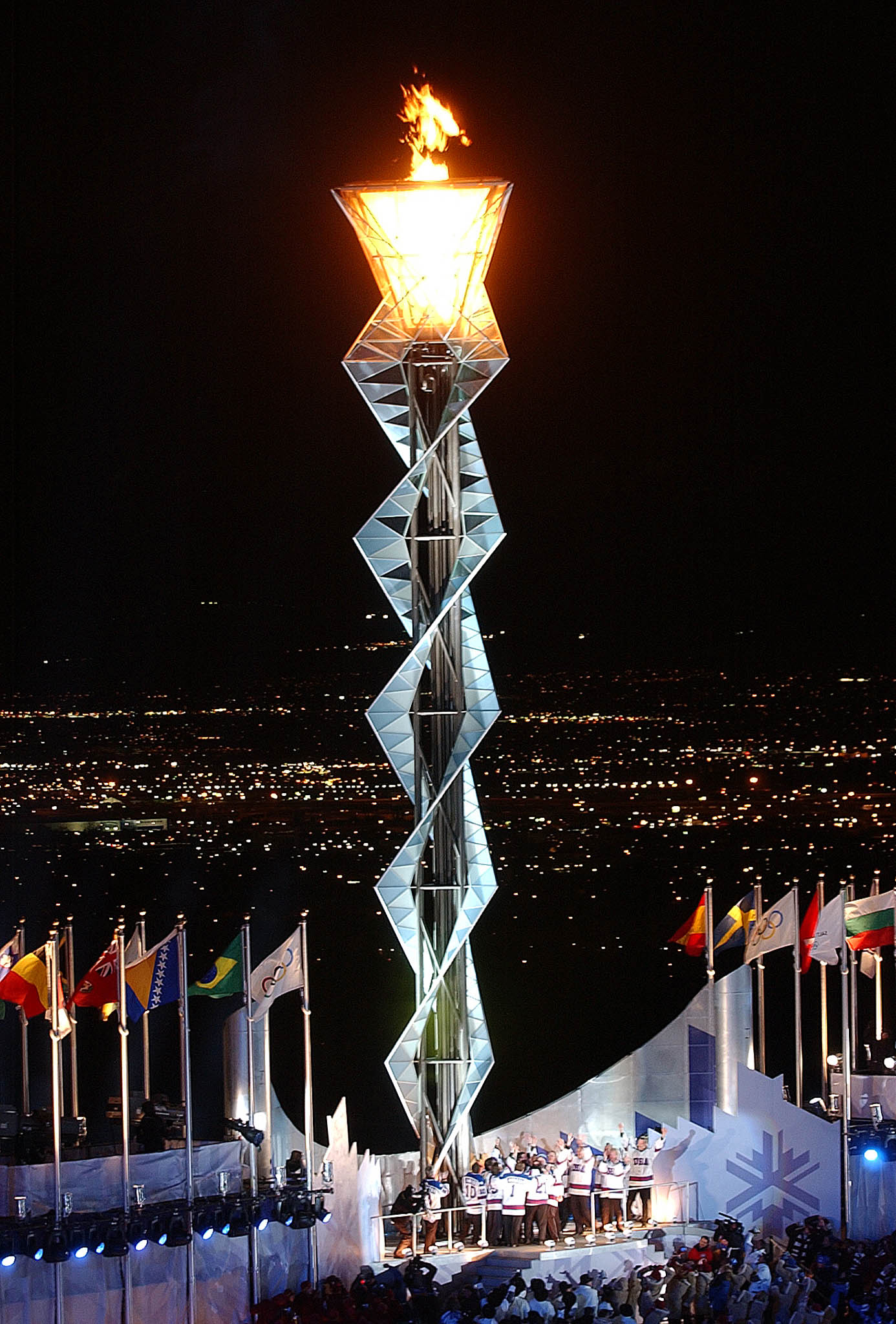
A megnyitó ünnepség a Rice-Eccles Olimpiai Stadionban.

A 2002. évi téli olimpiai játékok, hivatalos nevén a XIX. téli olimpiai játékok egy több sportot magába foglaló nemzetközi sportesemény volt, melyet 2002. február 8. és február 24. között rendeztek meg Salt Lake Cityben (Utah állam, Egyesült Államok).
Az olimpiai falu a utahi egyetemen volt.

## A pályázat
Az olimpia megrendezésére még Québec (Kanada); Sion (Svájc); és Östersund (Svédország) pályázott. Salt Lake City 1995. június 16-án, Budapesten nyerte el a rendezés jogát.

## Biztonsági intézkedések
Ez volt az első olimpia a 2001. szeptember 11-ei terrortámadás után, így természetesen magasabb volt a kockázat. Az OHS biztonságtechnikai szempontból kiemelt eseménnyé minősítette az olimpiát.
Dr. Jacques Rogge gróf, a NOB elnöke, akinek elnöki ciklusa alatt ez volt az első olimpia, a megnyitón azt mondta a vendéglátók versenyzőinek: "Az Önök nemzete döbbenetes tragédiát élt át, olyan tragédiát, amely megrendítette az egész világot. Egységesen önök mellett állunk ki alapeszményünkért, a világbékéért." 

## Az események röviden
- Ez volt az első eset, hogy az Egyesült Államokban rendezett olimpiát az amerikai elnök nyitotta meg.
- A legsikeresebb nemzet a norvég volt, a legsikeresebb versenyző pedig Ole Einar Bjørndalen, aki mind a négy férfi biatlonszámban (10 km; 12,5 km; 20 km; 4 × 7,5 km-es váltó) aranyérmet nyert. Elképesztő sikert aratott a svájci Simon Ammann, aki síugrásban mindkét versenyt megnyerte. A horvát alpesisíző, Janica Kostelić három aranyat és egy ezüstöt nyert.
- A szkeleton 2002-ben tért vissza a téli olimpiák műsorára (még 1948 után vették le).
- Az ún. extrém sportok, mint például a snowboard már korábbi olimpiákon is versenyszámok voltak, de 2002-ben vonzották a legnagyobb közönséget.
- Az amerikai Sarah Hughes nyerte az aranyérmet műkorcsolyában; a favorit Michelle Kwan ugyanis elesett a hosszú programja alatt, így be kellett érje a bronzzal.
- Kína most nyert először aranyat téli olimpián, a női gyorskorcsolyázó, Jang Jang révén.
- Végül, a kanadai férfi jégkorong-válogatott 5–2-re verte az Egyesült Államok csapatát; a női döntőben ugyanez a két ország csapott össze, és ott is Kanada nyert, 3–2-re.
- A záróünnepségen a KISS együttes tartott előadást, a Rock And Roll All Nite című számot mutatták be.

## Részt vevő nemzeti olimpiai bizottságok
Az alábbi nemzetek olimpiai csapatai küldtek sportolókat a játékokra.
Öt ország első alkalommal vett részt a téli olimpiai játékokon, ezek vastagítással kiemeltek. Zárójelben az adott nemzeti csapatban induló sportolók létszáma.
- Andorra (AND) (3 – 2 férfi, 1 nő)
- Argentína (ARG) (11 – 8 férfi, 3 nő)
- Ausztria (AUT) (90 – 71 férfi, 19 nő)
- Ausztrália (AUS) (25 – 13 férfi, 12 nő)
- Azerbajdzsán (AZE) (4 – 3 férfi, 1 nő)
- Belgium (BEL) (6 – 6 férfi)
- Bermuda (BER) (1 – 1 férfi)
- Bosznia-Hercegovina (BIH) (2 – 2 férfi)
- Brazília (BRA) (10 – 8 férfi, 2 nő)
- Bulgária (BUL) (23 – 13 férfi, 10 nő)
- Chile (CHI) (6 – 4 férfi, 2 nő)
- Ciprus (CYP) (1 – 1 férfi)
- Costa Rica (CRC) (1 – 1 férfi)
- Csehország (CZE) (76 – 57 férfi, 19 nő)
- Dánia (DEN) (11 – 5 férfi, 6 nő)
- Dél-afrikai Köztársaság (RSA) (1 – 1 férfi)
- Észtország (EST) (17 – 14 férfi, 3 nő)
- Fehéroroszország (BLR) (64 – 44 férfi, 20 nő)
- Fidzsi-szigetek (FIJ) (1 – 1 férfi)
- Finnország (FIN) (98 – 62 férfi, 36 nő)
- Franciaország (FRA) (114 – 87 férfi, 27 nő)
- Grúzia (GEO) (4 – 3 férfi, 1 nő)
- Görögország (GRE) (10 – 6 férfi, 4 nő)
- Hollandia (NED) (27 – 14 férfi, 13 nő)
- Hongkong (HKG) (2 – 2 nő)
- Horvátország (CRO) (13 – 8 férfi, 5 nő)
- India (IND) (1 – 1 férfi)
- Irán (IRI) (2 – 2 férfi)
- Írország (IRL) (6 – 5 férfi, 1 nő)
- Izland (ISL) (6 – 4 férfi, 2 nő)
- Izrael (ISR) (5 – 2 férfi, 3 nő)
- Jamaica (JAM) (2 – 2 férfi)
- Japán (JPN) (103 – 59 férfi, 44 nő)
- Jugoszlávia (YUG) (6 – 5 férfi, 1 nő)
- Kamerun (CMR) (1 – 1 férfi)
- Kanada (CAN) (150 – 85 férfi, 65 nő)
- Kazahsztán (KAZ) (50 – 20 férfi, 30 nő)
- Kenya (KEN) (1 – 1 férfi)
- Kirgizisztán (KGZ) (2 – 2 férfi)
- Kína (CHN) (66 – 21 férfi, 45 nő)
- Dél-Korea (KOR) (46 – 31 férfi, 15 nő)
- Lengyelország (POL) (27 – 22 férfi, 5 nő)
- Lettország (LAT) (47 – 42 férfi, 5 nő)
- Libanon (LIB) (2 – 1 férfi, 1 nő)
- Liechtenstein (LIE) (8 – 7 férfi, 1 nő)
- Litvánia (LTU) (8 – 5 férfi, 3 nő)
- Magyarország (HUN) (25 – 14 férfi, 11 nő)
- Mexikó (MEX) (3 – 3 férfi)
- Moldova (MDA) (5 – 3 férfi, 2 nő)
- Monaco (MON) (5 – 5 férfi)
- Mongólia (MGL) (4 – 3 férfi, 1 nő)
- Macedónia (MKD) (2 – 2 férfi)
- Nagy-Britannia (GBR) (49 – 31 férfi, 18 nő)
- Németország (GER) (157 – 88 férfi, 69 nő)
- Nepál (NEP) (1 – 1 férfi)
- Norvégia (NOR) (77 – 50 férfi, 27 nő)
- Olaszország (ITA) (109 – 63 férfi, 46 nő)
- Oroszország (RUS) (151 – 85 férfi, 66 nő)
- Örményország (ARM) (9 – 5 férfi, 4 nő)
- Románia (ROU) (21 – 11 férfi, 10 nő)
- San Marino (SMR) (1 – 1 férfi)
- Spanyolország (ESP) (7 – 4 férfi, 3 nő)
- Svájc (SUI) (110 – 80 férfi, 30 nő)
- Svédország (SWE) (102 – 56 férfi, 46 nő)
- Szlovákia (SVK) (49 – 38 férfi, 11 nő)
- Szlovénia (SLO) (40 – 24 férfi, 16 nő)
- Tádzsikisztán (TJK) (1 – 1 férfi)
- Tajvan (TPE) (6 – 6 férfi)
- Thaiföld (THA) (1 – 1 férfi)
- Törökország (TUR) (3 – 2 férfi, 1 nő)
- Trinidad és Tobago (TRI) (3 – 3 férfi)
- Új-Zéland (NZL) (10 – 7 férfi, 3 nő)
- Ukrajna (UKR) (68 – 46 férfi, 22 nő)
- Egyesült Államok (USA) (202 – 115 férfi, 87 nő)
- Üzbegisztán (UZB) (6 – 3 férfi, 3 nő)
- Venezuela (VEN) (4 – 3 férfi, 1 nő)
- Amerikai Virgin-szigetek (ISV) (8 – 6 férfi, 2 nő)

## Versenyszámok
A Salt Lake City-i játékokon tizenöt sportágban illetve szakágban negyvenkettő férfi, harmincnégy női és kettő vegyes versenyszámban osztottak érmeket. Ezek eloszlásáról ad tájékoztatást az alábbi táblázat.
| Sportág / Szakág           | Versenyszámok száma | Versenyszámok száma | Versenyszámok száma | Versenyszámok száma |
| Sportág / Szakág           | Férfi               | Női                 | Vegyes              | Összes              |
| -------------------------- | ------------------- | ------------------- | ------------------- | ------------------- |
| Alpesisí                   | 5                   | 5                   | 0                   | 10                  |
| Biatlon                    | 4                   | 4                   | 0                   | 8                   |
| Bob                        | 2                   | 1                   | 0                   | 3                   |
| Curling                    | 1                   | 1                   | 0                   | 2                   |
| Északi összetett           | 3                   | 0                   | 0                   | 3                   |
| Gyorskorcsolya             | 5                   | 5                   | 0                   | 10                  |
| Jégkorong                  | 1                   | 1                   | 0                   | 2                   |
| Műkorcsolya                | 1                   | 1                   | 2                   | 4                   |
| Rövidpályás gyorskorcsolya | 4                   | 4                   | 0                   | 8                   |
| Síakrobatika               | 2                   | 2                   | 0                   | 4                   |
| Sífutás                    | 6                   | 6                   | 0                   | 12                  |
| Síugrás                    | 3                   | 0                   | 0                   | 3                   |
| Snowboard                  | 2                   | 2                   | 0                   | 4                   |
| Szánkó                     | 1                   | 1                   | 1                   | 3                   |
| Szkeleton                  | 1                   | 1                   | 0                   | 2                   |
| Összesen                   | 42                  | 34                  | 2                   | 78                  |

## Éremtáblázat
| A 2002. évi téli olimpiai játékok éremtáblázatának első tíz helyezettje | A 2002. évi téli olimpiai játékok éremtáblázatának első tíz helyezettje | A 2002. évi téli olimpiai játékok éremtáblázatának első tíz helyezettje | A 2002. évi téli olimpiai játékok éremtáblázatának első tíz helyezettje | A 2002. évi téli olimpiai játékok éremtáblázatának első tíz helyezettje | Olimpia  |
| ----------------------------------------------------------------------- | ----------------------------------------------------------------------- | ----------------------------------------------------------------------- | ----------------------------------------------------------------------- | ----------------------------------------------------------------------- | -------- |
|                                                                         | Ország                                                                  | Arany                                                                   | Ezüst                                                                   | Bronz                                                                   | Összesen |
| 1.                                                                      | Norvégia (NOR)                                                          | 13                                                                      | 5                                                                       | 7                                                                       | 25       |
| 2.                                                                      | Németország (GER)                                                       | 12                                                                      | 16                                                                      | 8                                                                       | 36       |
| 3.                                                                      | Egyesült Államok (USA)                                                  | 10                                                                      | 13                                                                      | 11                                                                      | 34       |
| 4.                                                                      | Kanada (CAN)                                                            | 7                                                                       | 3                                                                       | 7                                                                       | 17       |
| 5.                                                                      | Oroszország (RUS)                                                       | 5                                                                       | 4                                                                       | 4                                                                       | 13       |
| 6.                                                                      | Franciaország (FRA)                                                     | 4                                                                       | 5                                                                       | 2                                                                       | 11       |
| 7.                                                                      | Olaszország (ITA)                                                       | 4                                                                       | 4                                                                       | 5                                                                       | 13       |
| 8.                                                                      | Finnország (FIN)                                                        | 4                                                                       | 2                                                                       | 1                                                                       | 7        |
| 9.                                                                      | Hollandia (NED)                                                         | 3                                                                       | 5                                                                       | 0                                                                       | 8        |
| 10.                                                                     | Ausztria (AUT)                                                          | 3                                                                       | 4                                                                       | 10                                                                      | 17       |

## Menetrend
| ● | Nyitó ünnepség | ● | Versenynapok | ● | Döntők | ● | Gála | ● | Záró ünnepség |

| Február                    | 8 | 9 | 10 | 11 | 12 | 13 | 14 | 15 | 16 | 17 | 18 | 19 | 20 | 21 | 22 | 23 | 24 | T  |
| -------------------------- | - | - | -- | -- | -- | -- | -- | -- | -- | -- | -- | -- | -- | -- | -- | -- | -- | -- |
| Ünnepségek                 | ● |   |    |    |    |    |    |    |    |    |    |    |    |    |    |    | ●  |    |
| Alpesisí                   |   |   | 1  |    | 1  | 1  | 1  |    | 1  | 1  |    |    | 1  | 1  | 1  | 1  |    | 10 |
| Biatlon                    |   |   |    | 2  |    | 2  |    |    | 2  |    |    |    | 2  |    |    |    |    | 8  |
| Bob                        |   |   |    |    |    |    |    |    |    | 1  |    | 1  |    |    |    | 1  |    | 3  |
| Curling                    |   |   |    |    |    |    |    |    |    |    |    |    |    | 1  | 1  |    |    | 2  |
| Északi összetett           |   |   | 1  |    |    |    |    |    |    | 1  |    |    |    |    | 1  |    |    | 3  |
| Gyorskorcsolya             |   | 1 | 1  |    | 1  |    | 1  |    | 1  | 1  |    | 1  | 1  |    | 1  | 1  |    | 10 |
| Jégkorong                  |   |   |    |    |    |    |    |    |    |    |    |    |    | 1  |    |    | 1  | 2  |
| Műkorcsolya                |   | 1 |    | 1  |    |    |    |    |    |    | 1  | 1  |    |    |    |    |    | 4  |
| Rövidpályás gyorskorcsolya |   |   |    |    |    | 1  |    |    | 2  |    |    |    | 2  |    |    | 3  |    | 8  |
| Síakrobatika               |   |   |    | 1  |    |    | 1  |    |    |    | 1  |    |    | 1  |    |    |    | 4  |
| Sífutás                    |   | 2 |    |    | 2  |    | 1  | 1  |    | 1  |    | 2  |    | 1  |    | 1  | 1  | 12 |
| Síugrás                    |   |   | 1  |    |    | 1  |    |    |    |    | 1  |    |    |    |    |    |    | 3  |
| Snowboard                  |   |   | 1  | 1  |    |    |    |    | 2  |    |    |    |    |    |    |    |    | 4  |
| Szánkó                     |   |   |    | 1  |    | 1  |    | 1  |    |    |    |    |    |    |    |    |    | 3  |
| Szkeleton                  |   |   |    |    |    |    |    |    |    |    |    |    | 2  |    |    |    |    | 2  |
| Döntők                     |   | 4 | 5  | 6  | 4  | 6  | 4  | 4  | 6  | 5  | 3  | 5  | 8  | 5  | 4  | 7  | 2  | 78 |